# Духовенство
Духове́нство, або духівни́цтво (лат. clerus; грец. κλῆρος, кле́рос, клі́рос; англ. clergy, ісп. clero) — релігійні провідники, виконавці релігійних обрядів, служб, практик тощо. Роль духовенства різниться залежно від релігії та систем вірувань. У ортодоксальній християнській традиції також — клірики, священнослужителі, церковники. Мають чітку ієрархію посад: папа, патріархи, кардинали, архієпископи, єпископи, прелати, священики, диякони, представники чернецтва (монахи і монахині) тощо. У протестантизмі — пастори, диякони, старійшини. В ісламі — імами, кадії, муфтії, мулли, аятоли тощо. В юдаїзмі — рабини (учителі) або хаззани (кантори); в індуїзмі — брахмани; в буддизмі — бонзи; в язичництві — жерці, шамани тощо.

## Етимологія
- Етимологія слова пов'язана з поняттям «дух».

## Класифікація

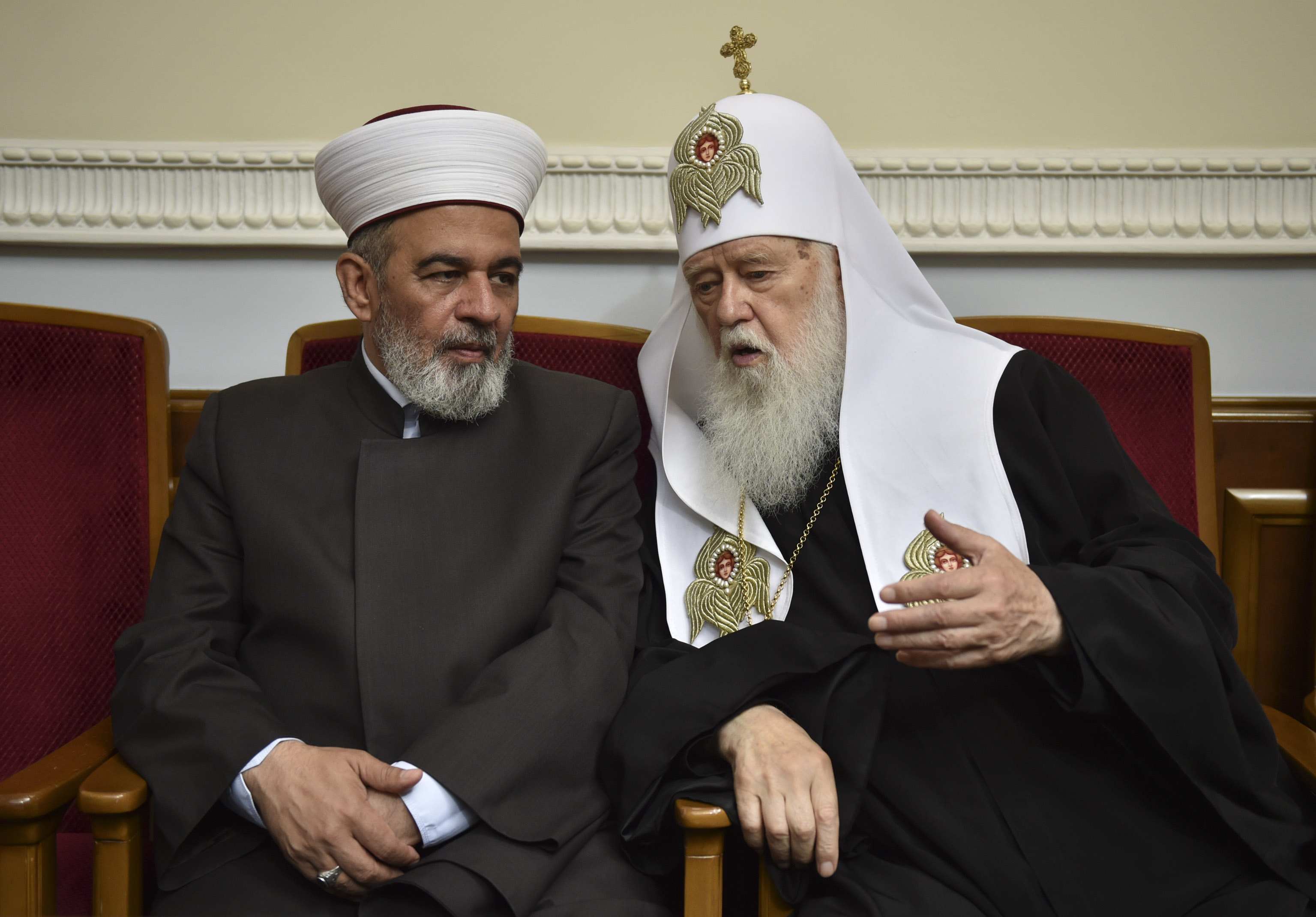
Патріарх Філарет проповідує муфтію Ахмеду Таміму.

- Духівництво ділиться на чорне (ченців) та біле (одружені в одному християнському шлюбі без розлучення).
- До духівництва відносять кліриків всіх трьох ступенів святого Таїнства Священства (диякон, пресвітер, єпископ).
- Секулярне духовенство (Діоцезіальне, Світське) — священослужителі, що не є монахами і працюють в миру;